# Список підрозділів окружного секретаріату провінції Ува
Підрозділи окружного секретаріату провінції Ува Шрі-Ланки

## Округ Бадулла
- Бадулла (підрозділ окружного секретаріату)
- Бандаравела (підрозділ окружного секретаріату)
- Елла (підрозділ окружного секретаріату)
- Халдуммулла (підрозділ окружного секретаріату)
- Халі-Ела (підрозділ окружного секретаріату)
- Хапутале (підрозділ окружного секретаріату)
- Кандакетія (підрозділ окружного секретаріату)
- Лунугала (підрозділ окружного секретаріату)
- Махіянганая (підрозділ окружного секретаріату)
- Меегахаківула (підрозділ окружного секретаріату)
- Пассара (підрозділ окружного секретаріату)
- Рідеемаліядда (підрозділ окружного секретаріату)
- Соранатота (підрозділ окружного секретаріату)
- Ува-Паранагама (підрозділ окружного секретаріату)
- Велімада (підрозділ окружного секретаріату)

## Округ Монерагала
- Бадалкумбура (підрозділ окружного секретаріату)
- Бібіле (підрозділ окружного секретаріату)
- Буттала (підрозділ окружного секретаріату)
- Катарагама (підрозділ окружного секретаріату)
- Мадулла (підрозділ окружного секретаріату)
- Медагама (підрозділ окружного секретаріату)
- Монерагала (підрозділ окружного секретаріату)
- Севанагала (підрозділ окружного секретаріату)
- Сіямбаландува (підрозділ окружного секретаріату)
- Танамалвіла (підрозділ окружного секретаріату)
- Веллавая (підрозділ окружного секретаріату)